# أرجان سينغ
مشير القوات الجوية الهندية أرجان سينغ، الحاصل على وسام الصليب الملكي للطيران (15 أبريل 1919 – 16 سبتمبر 2017) كان ضابطًا جويًا رفيع المستوى في القوات الجوية الهندية. شغل منصب رئيس الأركان الجوية الثالث من عام 1964 إلى عام 1969، وقاد القوات الجوية خلال الحرب الباكستانية الهندية عام 1965. وكان أول ضابط في القوات الجوية الهندية يُرقّى إلى رتبة خمس نجوم كمُشير في القوات الجوية الهندية، وهي رتبة تعادل رتبة المشير في الجيش.
التحق سينغ بكلية القوات الجوية الملكية كرانويل في سن التاسعة عشرة وتخرج منها عام 1939. وانضم إلى السرب رقم 1 التابع لسلاح الجو الهندي وخدم في مقاطعة الحدود الشمالية الغربية. وفي الحرب العالمية الثانية، قاد هذا السرب خلال حملة أراكان وحصل على وسام الصليب الطائر المتميز. وفي عام 1945، التحق بكلية أركان سلاح الجو الملكي الهندي في براكنيل. وبعد تقسيم الهند عام 1947، قاد أول تحليق جوي لطائرات سلاح الجو الملكي الهندي فوق الحصن الأحمر في دلهي. ثم تولى قيادة محطة القوات الجوية في أمبالا برتبة قائد سرب. وفي عام 1950، وبعد إكمال دورة الأركان في كلية الدفاع المشتركة في لتيمر باكينجهامشير، تمت ترقيته إلى رتبة عميد جوي وتولى قيادة العمليات. وقاد قيادة العمليات في فترتين. في عام 1958، تمت ترقية المنصب إلى قائد عسكري جوي برتبة نائب مشير جوي.
بعد التحاقه بكلية الدفاع الإمبراطورية عام 1960، شغل منصب الضابط الجوي المسؤول عن الإدارة في مقر القوات الجوية. وفي عام 1963، تولى منصب نائب رئيس الأركان الجوية، ثم نائب رئيس الأركان الجوية. تولى سينغ منصبه كرئيس للأركان الجوية في 1 أغسطس 1964. ونظير خدماته المتميزة في قيادة القوات الجوية الهندية خلال الحرب الباكستانية الهندية عام 1965، مُنح وسام بادما فيبهوشان، وفي عام 1966 أصبح أول ضابط في القوات الجوية الهندية يُرقّى إلى رتبة مشير جوي.
بعد تقاعده من سلاح الجو الهندي، عمل سينغ دبلوماسيًا وسياسيًا ومستشارًا للحكومة الهندية. شغل منصب سفير الهند لدى سويسرا والفاتيكان وليختنشتاين من عام 1971 إلى عام 1974، ومفوضًا ساميًا للهند لدى كينيا من عام 1974 إلى عام 1977. ثم شغل منصب نائب حاكم دلهي من عام 1989 إلى عام 1990. في يناير 2002، مُنح سينغ رتبة مشير سلاح الجو الهندي، وكان أول ضابط في سلاح الجو الهندي يحصل على هذا التكريم.

## النشأة والتعليم

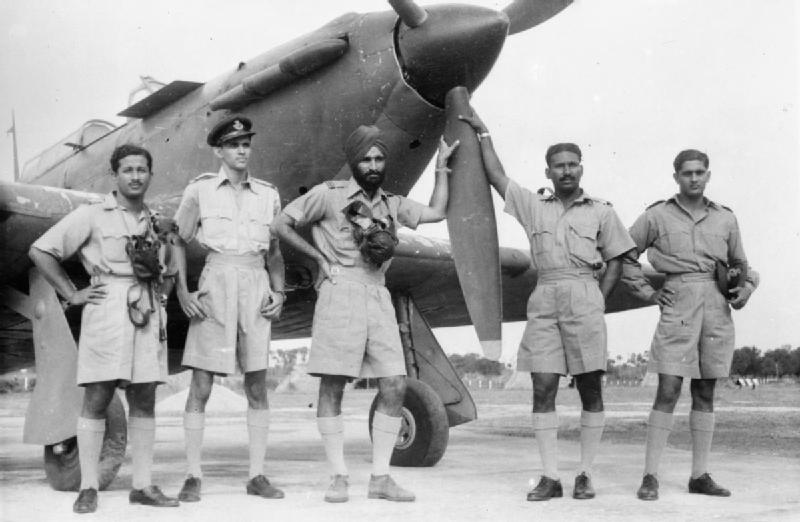
أرجان سينغ برتبة ملازم طيار مع مجموعة من الطيارين الهنود من السرب رقم 1 يقفون بجانب طائرة هوكر هوريكان. من اليسار إلى اليمين: إبراهيم، هومي راتناغار، أرجان سينغ، هنري وموركوت. الحرب العالمية الثانية.

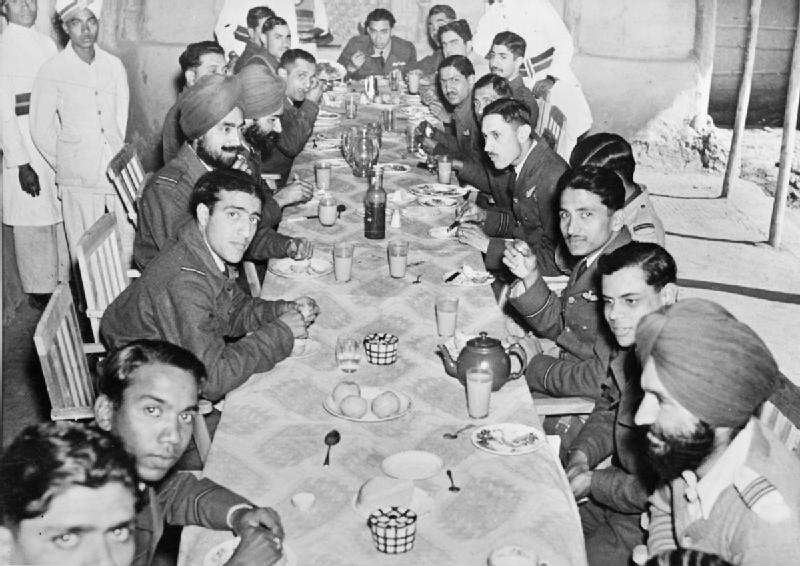
ضباط السرب رقم 1 التابع لسلاح الجو الهندي يتناولون طعامهم في قاعة الطعام الخاصة بهم في قاعدة إمفال الرئيسية، الهند. في أسفل اليمين يجلس قائد السرب، أرجان سينغ، وبجانبه الملازم الطيار ر. راجارام.

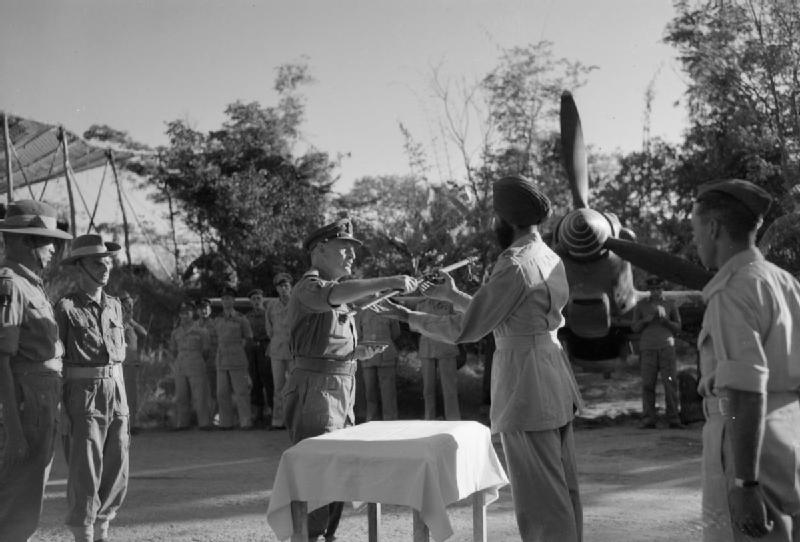
قائد السرب رقم 1، أرجان سينغ، الحاصل على وسام القوات الخاصة، يُمنح سيفًا يابانيًا من قِبل قائد الفرقة 20، اللواء د. د. جرايسي، الحاصل على وسام الإمبراطورية البريطانية

وُلِد سينغ في 15 أبريل 1919 في ليالبور (فيصل آباد حاليًا)، وهي بلدة تقع في مقاطعة البنجاب السابقة في الهند البريطانية (في باكستان الحالية)، لعائلة بنجابية جات سيخية من عشيرة أولاخ. انضم رجال العائلة إلى القوات المسلحة، بما يتماشى مع تقاليد المجتمع، وكان سينغ هو الجيل الرابع من عائلته الذي انضم إلى القوات المسلحة الهندية البريطانية.
كان والد سينغ لانس دافادار هودسون هورس في وقت ولادته، وتقاعد برتبة كريسالدار كامل في سلاح الفرسان، وخدم لفترة كمساعد قائد فرقة. خدم جده الرائد كريسالدار هوكام سينغ في سلاح الفرسان بين عامي 1883 و1917، وكان جده الأكبر، نائب كريسالدار سلطانة سينغ، من بين الجيلين الأولين من سلاح الفرسان الذين التحقوا بالجيش عام 1854؛ وقُتل أثناء الحملة الأفغانية عام 1879. وهكذا، بعد ثلاثة أجيال من الرجال الذين خدموا في الرتب الدنيا والمتوسطة من الجيش، أصبح سينغ أول فرد في عائلته يحصل على رتبة ضابط.
تلقى سينغ تعليمه في مونتغمري، الهند البريطانية (ساهيوال حاليًا، باكستان) وكان رياضيًا معروفاً. ثم التحق سينغ بالكلية الحكومية في لاهور. كان قائد فريق السباحة بالكلية وحقق أربعة أرقام قياسية في البنجاب وأربعة أرقام قياسية جامعية في السباحة. كما فاز بسباق السباحة على مستوى الهند لمسافة ميل واحد في عام 1938. التحق سينغ بكلية سلاح الجو الملكي البريطاني في كرانويل عام 1938. في الكلية، كان نائب قائد فرق السباحة وألعاب القوى والهوكي.

## المسيرة العسكرية

### الحرب العالمية الثانية
تم تعيين سينغ ملازم طيار في ديسمبر 1939، بعد تصدره دورة تدريب الطيارين الإمبراطورية بين دفعته من الطلاب الهنود. انضم إلى السرب رقم 1 الذي كان متمركزًا آنذاك في محطة القوات الجوية كوهات في مقاطعة الحدود الشمالية الغربية وطار بطائرات ويستلاند وابيتي ثنائية السطح. كان السرب يجري عمليات ضد القوات القبلية في مقاطعة الحدود الشمالية الغربية، والتي شارك فيها. أثناء الطيران مع السرب في مقاطعة الحدود الشمالية الغربية، أسقط البشتون طائرة هوكر أوداكس التي كان يقودها سينغ. تحطمت الطائرة في مجرى نهر جاف وسط معركة بين القوات البريطانية والبشتون. لم يصب بأذى، وفي غضون أسبوعين كان يطير مرة أخرى في نفس المنطقة. وفقًا لسينغ، فإن القتال في مقاطعة الحدود الشمالية الغربية أعد السرب للقتال ضد اليابانيين. ثم نُقل إلى السرب رقم 2 الذي تم تشكيله حديثًا لفترة وجيزة. نُقل مرة أخرى إلى السرب رقم 1 برتبة ضابط طيران. بحلول هذا الوقت، تم إعادة تجهيز السرب بطائرات هوكر هوريكان.
في عام 1943، رُقّي سينغ إلى قائد سرب بالإنابة وأصبح قائد السرب رقم 1. ونظرًا لشعوره بالإحباط من مهام المراقبة والحراسة، أراد سينغ أن يكون في خضم الأحداث. التقى بالقائد العام للهند، الجنرال (الذي أصبح لاحقًا مشير) كلود أوكنلك خلال زيارته لكوهات في مقاطعة الحدود الشمالية الغربية، وطلب منه إرسال السرب لمحاربة اليابانيين. ثم انضم السرب إلى الحرب ونُقل إلى إمفال في أوائل عام 1944.
قاد سينغ السرب رقم 1 في القتال خلال حملة أراكان عام 1944. مُنح وسام الصليب الملكي للطيران في يونيو 1944. وقد منحه إياه اللورد مونتباتن، القائد الأعلى لقوات الحلفاء في قيادة جنوب شرق آسيا في إمفال. قال سينغ لاحقًا عن الجائزة: «إن حصول شاب على مثل هذه الميدالية أمام سربه هو بمثابة فخر كبير. كنت جزءًا من السرب، وكانوا جزءًا مني.»
وينص الاستشهاد لجائزة الصليب الملكي للطيران هو كما يلي:

الاستشهاد

القائد المؤقت للسرب أرجان سينغ (IND/1577)

القوات الجوية الهندية، السرب رقم 1 (IAF) 

أنجز هذا الضابط العديد من المهام العملياتية التي شملت تحليقًا جويًا فوق مناطق وعرة، غالبًا في ظروف جوية سيئة. وقد أظهر قيادة متميزة ومهارة وشجاعة كبيرتين، وهي صفاتٌ انعكست في الروح المعنوية العالية وكفاءة السرب الذي حقق نجاحًا باهرًا.
تخلى سينغ عن قيادة السرب رقم 1 في ديسمبر 1944، وسلمها إلى قائد السرب راماسوامي راجارام، الذي قاد السرب لبقية حملة بورما. كاد سينغ أن يواجه محاكمة عسكرية في فبراير 1945 عندما حاول رفع الروح المعنوية لطيار متدرب (شاع لاحقًا أنه كان المشير الجوي ديلباغ سينغ) من خلال إجراء تحليق جوي منخفض فوق منزل في ولاية كيرالا. وفي دفاعه، أصر على أن مثل هذه الحيل ضرورية لكل طالب ليكون طيارًا مقاتلًا. وفي وقت لاحق من ذلك العام، قاد رحلة العرض الجوية للقوات الجوية الهندية. في فبراير 1945، تمت ترقية سينغ إلى رتبة قائد جناح وفي أغسطس، تم اختياره لحضور دورة الأركان في كلية أركان القوات الجوية الملكية البريطانية في براكنيل بالمملكة المتحدة. عند عودته، تولى قيادة قاعدة كوهات الجوية وقاعدة ريسبور الجوية.

### بعد الاستقلال
كجزء من احتفالات يوم الاستقلال في 15 أغسطس 1947، قاد سينغ، الذي كان آنذاك قائد سرب بالإنابة، أول تحليق جوي لطائرات سلاح الجو الهندي فوق الحصن الأحمر في دلهي. تولى سينغ بعد ذلك قيادة قاعدة أمبالا الجوية التابعة للقوات الجوية الهندية على خط المواجهة. قاد القاعدة الجوية خلال تقسيم الهند. انتقل سينغ بعد ذلك إلى مقر القوات الجوية في عام 1948 وشغل منصب مدير التدريب. في عام 1949، التحق سينغ بكلية الدفاع المشتركة في لتيمر، باكينجهامشير في المملكة المتحدة.
عند عودته إلى الهند، في ديسمبر 1950، تمت ترقية سينغ إلى رتبة عميد جوي بالإنابة وتولى قيادة القيادة العملياتية رقم 1 (التي أعيدت تسميتها لاحقًا بالقيادة الجوية الغربية). في أواخر عام 1952، انتقل سينغ إلى مقر القوات الجوية وعُين ضابطًا جويًا مسؤولًا عن الأفراد والتنظيم. تمت ترقية هذا التعيين لاحقًا إلى نائب مشير جوي ثم إلى مشير جوي، ويُطلق عليه الآن ضابط جوي مسؤول عن الأفراد. شغل في الوقت نفسه منصب قائد ضابط جوي لقاعدة القوات الجوية في نيودلهي. خدم سينغ في هذا التعيين لمدة ثلاث سنوات، حتى ديسمبر 1955.
تمت ترقيته إلى رتبة عميد جوي، وشغل منصب قائد العمليات الجوية للمرة الثانية. في عام 1956، قاد سينغ سربًا من مقاتلات توفاني النفاثة إلى بورما في مهمة ودية. كما خدم سينغ أيضًا كرئيس بعثة للوحدة الهندية لدورة الألعاب الأولمبية الصيفية لعام 1956 التي أقيمت في ملبورن بأستراليا. في مايو 1958، تمت ترقية سينغ إلى رتبة نائب مشير جوي واستمر في رئاسة القيادة العملياتية. تمت ترقية التعيين إلى قائد ضابط جوي للقيادة العملياتية. قاد القيادة العملياتية حتى نوفمبر 1959، وسلم القيادة إلى نائب مشير جوي إيرليك بينتو. يتميز سينغ بأنه أطول رئيس خدمة في القيادة العملياتية. قاد القيادة لمدة إجمالية بلغت ست سنوات في فترتين – من ديسمبر 1950 إلى ديسمبر 1952 ومن ديسمبر 1955 إلى نوفمبر 1959.
تم اختيار سينغ للالتحاق بكلية الدفاع الإمبراطورية، ثم سافر إلى المملكة المتحدة في أوائل عام 1960. بعد إكماله الدورة التي استمرت عامًا كاملًا، عاد إلى الهند وتولى منصب ضابط الجو المسؤول عن الإدارة في مقر قيادة القوات الجوية. واستمر في هذا المنصب طوال الحرب الصينية الهندية. وبحلول نهاية الحرب، تولى سينغ منصب نائب رئيس أركان القوات الجوية، وفي أغسطس 1963، تولى منصب نائب رئيس أركان القوات الجوية. بصفته نائب رئيس أركان القوات الجوية، كان سينغ القائد العام للتدريبات الجوية المشتركة «شيكشا» مع القوات الجوية الأمريكية والقوات الجوية الملكية الأسترالية والقوات الجوية الملكية الأسترالية التي أُجريت في الهند.

### رئيس أركان القوات الجوية
في مايو 1964، قررت حكومة الهند تعيين سينغ رئيسًا لهيئة الأركان الجوية، خلفًا للمشير الجوي أسباي إنجينير، الحاصل على وسام الإمبراطورية البريطانية. وفي 1 أغسطس 1964، رُقي سينغ إلى رتبة مشير جوي وتولى منصب رئيس هيئة الأركان الجوية السادس. وعندما عُيّن رئيسًا لهيئة الأركان الجوية للقوات الجوية الهندية، كان عمره حوالي 45 عامًا.

#### الحرب الهندية الباكستانية عام 1965
في أغسطس 1965، وفي إطار عملية جبل طارق، حاولت باكستان تسلل قواتها إلى جمون وكشمير لتأجيج تمرد ضد الحكم الهندي. أعقب ذلك حرب شاملة بين الهند وباكستان في الساحة الغربية. في سبتمبر، شنت باكستان عملية «جراند سلام» التي استهدفت فيها هجمة مدرعة منطقتي أخنور وتشامب في جمون. استجابت القوات الجوية الهندية لنداء عاجل لشن غارات جوية ضد الجيش الباكستاني. استُدعي سينغ إلى مكتب وزير الدفاع، ياشوانتراو تشافان، طالبًا الدعم الجوي. وببروده المعهود، أجاب : «خلال ساعة». ووفاءً بوعده، تمكّن سلاح الجو الهندي من ضرب الهجمة المدرعة في غضون ساعة. ورغم تكبد سلاح الجو الهندي بعض الخسائر في البداية، إلا أنه استعاد توازنه وحقق انتصارات استراتيجية خلال الصراع. انتهت الحرب بإعلان وقف إطلاق النار من قبل الدولتين في 23 سبتمبر. قاد سينغ سلاح الجو الهندي خلال الحرب، مُظهرًا قيادةً لا مثيل لها، وحافظ على رباطة جأشه وإلهامه طوال الوقت.
مُنح سينغ ثاني أعلى وسام مدني في الهند، وهو وسام بادما فيبهوشان، لقيادته خلال الحرب. في 15 يناير 1966، وتقديرًا لمساهمة سلاح الجو الهندي، رُقّي منصب مساعد قائد القوات الجوية إلى رتبة قائد جوي. وأصبح سينغ أول ضابط يحصل على رتبة قائد جوي.
في 7 يونيو 1966، ومع تقاعد الجنرال جايانتو ناث تشودري، تولى سينغ رئاسة لجنة رؤساء الأركان، وهو المنصب الذي شغله حتى تقاعده. في عام 1967، وفي تكريم نادر لرئيس هيئة أركان غير بريطاني، دُعي سينغ لتلقي التحية العسكرية بصفته الضابط المشرف على حفل التخرج في جامعته الأم، كلية سلاح الجو الملكي البريطاني في كرانويل.
بعد أن ترأس القوات الجوية الهندية لمدة خمس سنوات تقريبًا، وهي ثاني أطول فترة في منصب رئيس الأركان الجوية في التاريخ، تقاعد سينغ في يوليو 1969، في سن الخمسين.

## المسيرة الدبلوماسية والسياسية
في عام 1971، وبعد تقاعده، عُيّن سينغ سفيرًا للهند لدى سويسرا والكرسي الرسولي وليختنشتاين. وقدم أوراق اعتماده إلى رئيس الاتحاد السويسري، رودولف غناغي في 2 أبريل 1971.

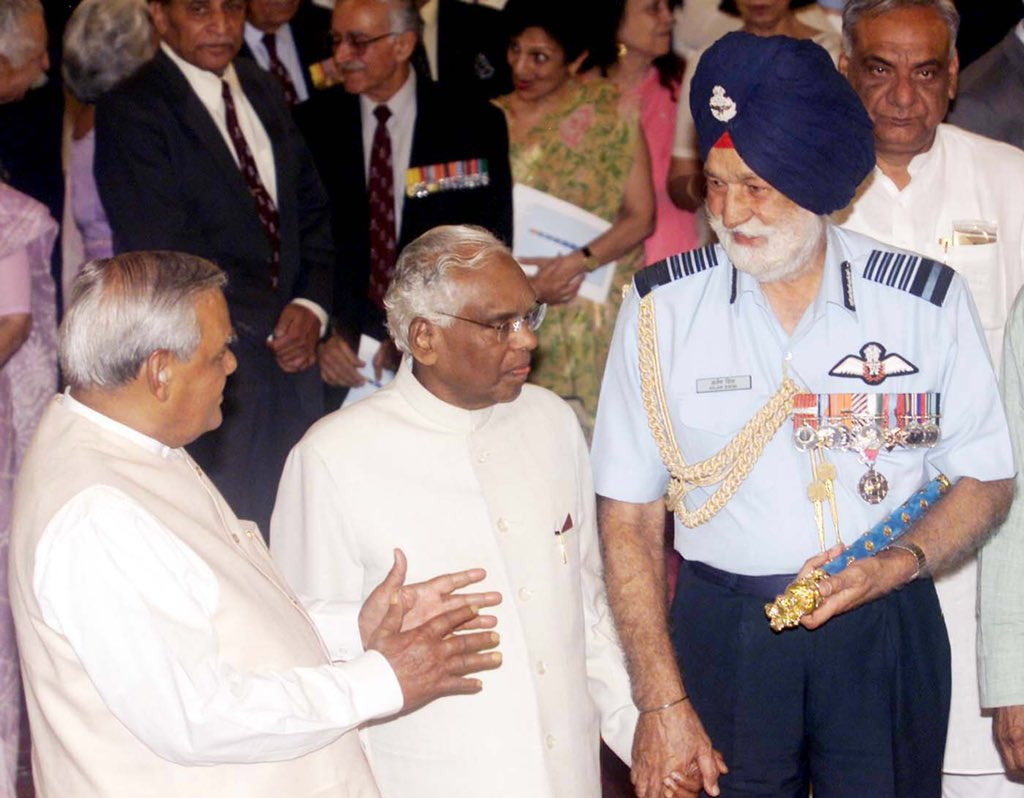
الملازم أول أرجان سينغ يحمل عصا المشير مع رئيس الهند ك. ر. نارايانان ورئيس وزراء الهند أتال بيهاري فاجبايي بعد ترقيته إلى رتبة خمس نجوم في حفل أقيم في راشتراباتي بهافان.

بعد فترة عمل لمدة ثلاث سنوات في برن، تولى سينغ منصب المفوض السامي للهند في كينيا في عام 1974. قضى سينغ ثلاث سنوات على رأس المفوضية العليا للهند في نيروبي، حتى عام 1977. بعد ذلك، عمل كعضو في اللجنة الوطنية للأقليات من عام 1978 إلى عام 1981.
شغل سينغ أيضًا منصب رئيس المعهد الهندي للتكنولوجيا في دلهي من عام 1980 إلى عام 1983 وكان مديرًا لبنك جريندلايز من عام 1981 إلى عام 1988.
في 12 ديسمبر 1989، تم تعيين سينغ نائبًا لحاكم دلهي من قبل رئيس الهند. وشغل هذا المنصب لمدة عام، حتى ديسمبر 1990.

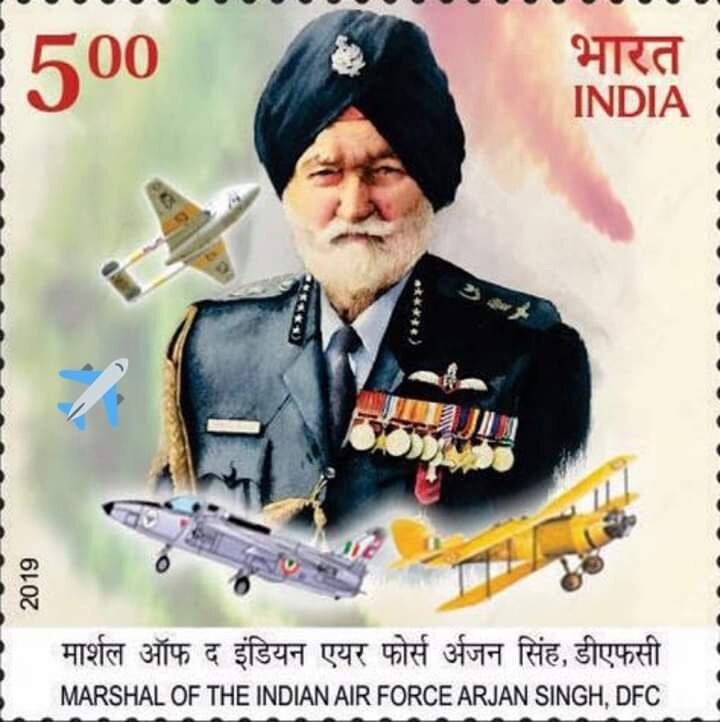
سينغ على طابع بريدي للهند عام 2019

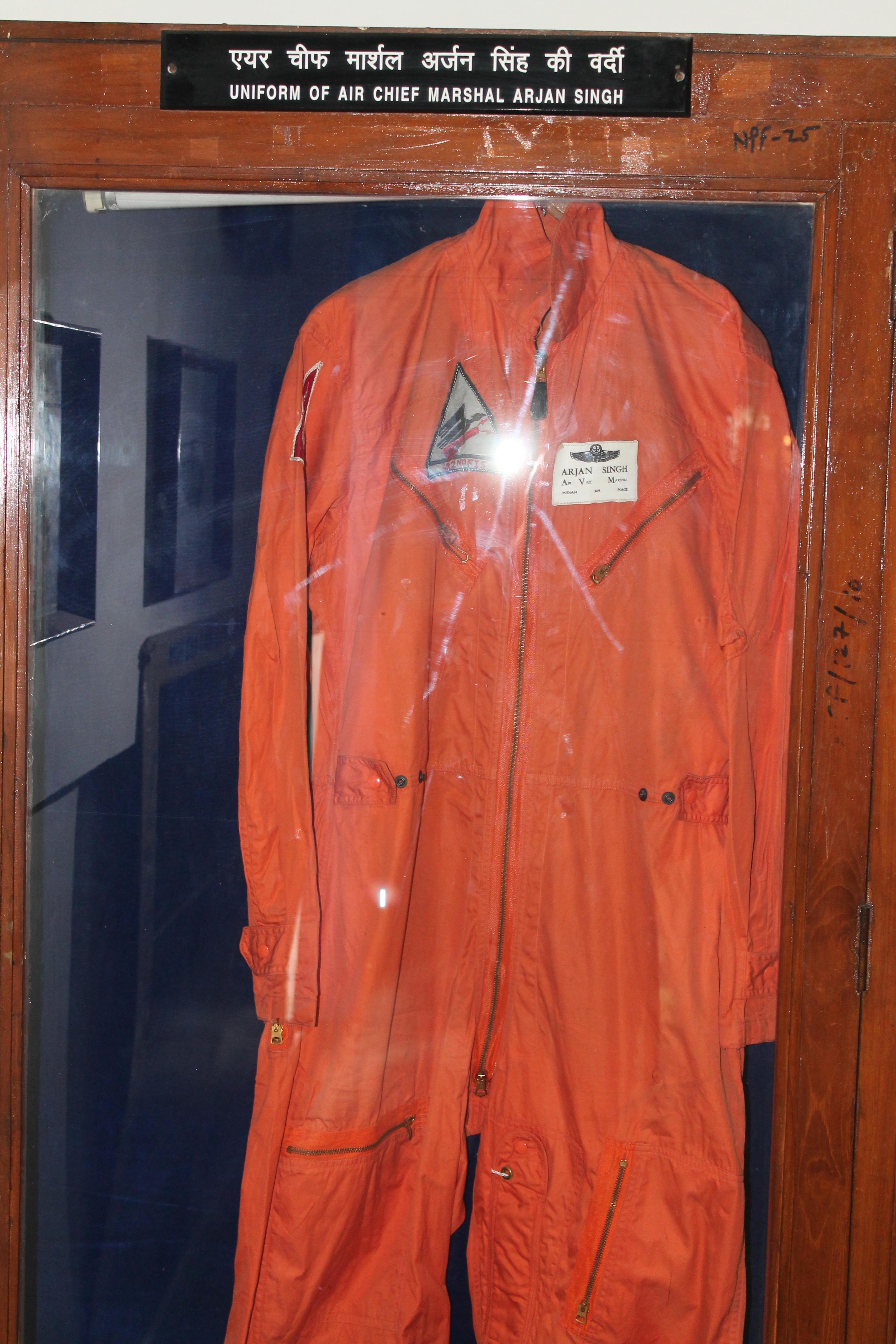
زي قائد القوات الجوية المشير أرجان سينغ في متحف القوات الجوية في دلهي

## الترقية إلى رتبة مشير في القوات الجوية الهندية
بوشبيندار سينغ تشوبرا (وهو طيار مشهور) وتارلوشان سينغ (من اللجنة الوطنية للأقليات) قدما طلبًا إلى الحكومة الهندية بأن يتم منح أرجان سينغ شرف أن يكون أول (والوحيد) «مشير» في القوات الجوية، تقديرًا لخدمته المتميزة. وفي 25 يناير 2002، أعلنت حكومة الهند أن رتبة «مشير القوات الجوية الهندية» ستُمنح لرئيس أركان القوات الجوية أرجان سينغ، الحاصل على وسام الصليب الملكي للطيران، اعتبارًا من 26 يناير 2002، اعترافًا بخدماته الجليلة للقوات الجوية والوطن. وتُعد هذه الرتبة الأعلى في القوات الجوية الهندية، وهي تعادل رتبة «المشير الميداني» وتُمنح مدى الحياة. قام رئيس الهند، ك. ر. نارايانان، بمنح رتبة الخمس نجوم لمشير القوات الجوية الهندية أرجان سينغ وسلمه عصا المشير في حفل أقيم في راشتراباتي بهافان في 23 أبريل 2002.

## الحياة الشخصية
في عام 1948، تزوج سينغ من تيجي سينغ، وهي سيدة من نفس مجتمعه ومن خلفية عائلية مماثلة، في زواج رتبته عائلتاهما. استمر زواجهما 63 عامًا قبل وفاتها في أبريل 2011. في عام 1949، وُلدت ابنتهما الأولى أمريتا. وبعد ثلاث سنوات، وُلد شقيقها أرفيند سينغ، وتبعته أصغر أبناء سينغ، آشا، بعد ثلاث سنوات أخرى. كانت تيجي سينغ خالة الممثلة مانديرا بيدي.

## السنوات اللاحقة والوفاة
تدهورت صحة سينغ في سنواته الأخيرة، وكان يشير كثيرًا إلى تقدمه في السن ووفاة العديد من أصدقائه. في يوليو 2015، وكان عمره آنذاك 96 عامًا ويستخدم كرسيًا متحركًا بسبب مرض مؤقت، وكان من بين العديد من كبار الشخصيات الذين وضعوا إكليلًا من الزهور على قاعدة النعش الذي يحمل رفات الرئيس السابق أبو بكر زين العابدين عبد الكلام في مطار بالام. وقد قدم احترامه الأخير للرئيس عبد الكلام في مطار بالام في 28 يوليو. وظل نشيطًا حتى في سن 98، واستمر في تناول الشاي ولعب الغولف مرتين في الأسبوع في نادي دلهي للغولف.
تعرض سينغ لسكتة قلبية في منزله بنيودلهي في الصباح الباكر من يوم 16 سبتمبر 2017 وتم نقله على وجه السرعة إلى مستشفى الجيش والبحث والإحالة في نيودلهي، حيث أُعلن عن حالته بأنها حرجة. توفي في الساعة 7:47 بتوقيت الهند بعد وفاته، أعيد جثمانه إلى منزله في 7 إيه كوتيليا مارج في نيودلهي، حيث قدم العديد من الزوار وكبار الشخصيات احتراماتهم، بما في ذلك الرئيس رام ناث كوفيند ورئيس الوزراء ناريندرا مودي ووزيرة الدفاع نيرمالا سيترامان ورؤساء الخدمات الثلاثة في القوات المسلحة الهندية. وأقامت له الحكومة الهندية جنازة رسمية، وتم حرق جثمانه في ساحة برار في نيودلهي في 18 سبتمبر مع تكريم عسكري كامل، بما في ذلك تحليق جوي عسكري لطائرات مقاتلة ومروحيات تابعة لسلاح الجو الهندي. رفرف العلم الوطني على نصف الصاري في دلهي. ظل شديد الاهتمام بالطيران والقوات الجوية بعد تقاعده.

## الإرث
كان سينغ أول ضابط يحتفظ برتبته كطيار حتى أصبح مساعد طيار. وقد طار بأكثر من 60 نوعًا مختلفًا من الطائرات، بدءًا من الطائرات ثنائية السطح التي تعود إلى حقبة ما قبل الحرب العالمية الثانية، وصولًا إلى طائرات فولاند جناتس ودي هافيلاند فامبايرز. كما طار في طائرات نقل مثل لوكهيد إل-1049 سوبر كونستليشن. وظل سينغ نشطًا وعمل على رعاية قدامى محاربي القوات الجوية، حيث تبرع بعشرين مليون روبية من ثروته الشخصية لإنشاء صندوق استئماني لهذا الغرض. وكان يُعتبر بمثابة الأب الروحي للخدمة.
تنظم هيئة مراقبة الرياضة في القوات الجوية بطولة هوكي عموم الهند التذكارية السنوية للمشير أرجان سينغ. احتفلت القوات الجوية الهندية بالذكرى المئوية لميلاد المشير في أبريل 2019. وتم التخطيط لفعاليات على مدار عام واحد في جميع أنحاء البلاد. بدأت الاحتفالات بندوة في مقر القوات الجوية بعنوان «القوة الجوية في أربعينيات القرن الحادي والعشرين: تأثير التكنولوجيا»، تكريمًا لرؤيته للقوات الجوية. كما كشف رئيس أركان القوات الجوية آنذاك المشير الجوي بيريندر سينغ دانوا عن تمثال نصفي للمشير في مقر القوات الجوية. أجرت القوات الجوية الهندية ومؤسسة الخدمات المتحدة الهندية المحاضرة السنوية للمشير الجوي أرجان سينغ. ألقيت المحاضرة الأولى في ديسمبر 2023 من قبل رئيس أركان القوات الجوية السابق المشير الجوي ر. ك. س. بهادوريا.

### قاعدة أرجان سينغ الجوية
في 14 أبريل 2016، وفي احتفالٍ بمناسبة عيد ميلاد المشير السابع والتسعين، أعلن رئيس أركان القوات الجوية آنذاك، المشير الجوي أروب راها، تغيير اسم قاعدة القوات الجوية الهندية في باناجاره بولاية البنغال الغربية إلى قاعدة أرجان سينغ الجوية تكريمًا لخدمته. شُيّدت القاعدة الجوية عام 1944 من قِبل القوات الجوية الأمريكية في مسرح عمليات الصين وبورما والهند خلال الحرب العالمية الثانية، وهو نفس مسرح العمليات الذي خدم فيه سينغ خلال الحرب.

## الجوائز والأوسمة
|  |  |  |  |
|  |  |  |  |
|  |  |  |  |

| بادما فيبوشان  | ميدالية الخدمة العامة 1947 | ميدالية الخدمة العامة 1947 | النجمة سامار سيفا                            |
| ميدالية راكشا  | ميدالية ساينيا سيفا        | ميدالية استقلال الهند      | وسام الصليب الطائر المتميز (المملكة المتحدة) |
| نجمة 1939–1945 | نجمة بورما                 | ميدالية الحرب 1939–1945    | ميدالية خدمة الهند                           |

- المصدر:[58][16][56][55]

## تواريخ الرتب

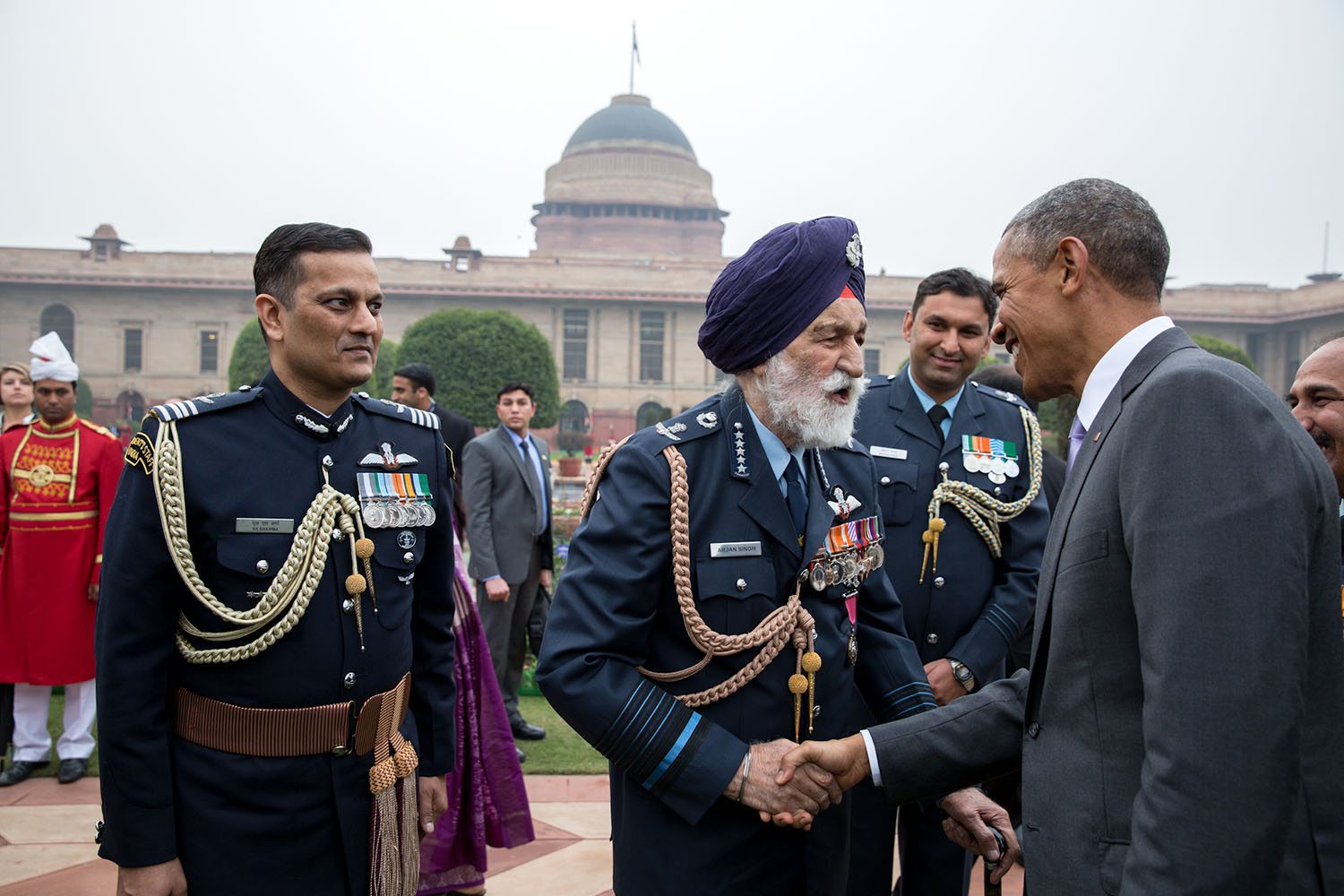
الرئيس الأمريكي باراك أوباما يستقبل سينغ في الساحة الأمامية لقصر راشتراباتي بهافان خلال احتفالات يوم الجمهورية في الهند عام 2015.

علم مشير القوات الجوية الهندية

| الشارة | الرتبة                     | المكون                        | تاريخ الرتبة                                                      |
| ------ | -------------------------- | ----------------------------- | ----------------------------------------------------------------- |
|        | ضابط طيار                  | القوات الجوية الملكية الهندية | 23 ديسمبر 1939                                                    |
|        | ضابط طيران                 | القوات الجوية الملكية الهندية | 23 يونيو 1941                                                     |
|        | ملازم طيران                | القوات الجوية الملكية الهندية | 15 مايو 1942                                                      |
|        | قائد سرب                   | القوات الجوية الملكية الهندية | 1 أبريل 1944 (بالإنابة) 18 مايو 1945 (دائم)                       |
|        | قائد جناح                  | القوات الجوية الملكية الهندية | فبراير 1945 (بالإنابة) 15 أغسطس 1948 (دائم)                       |
|        | قائد مجموعة                | القوات الجوية الملكية الهندية | 16 أغسطس 1947 (بالإنابة)                                          |
|        | قائد المجموعة              | القوات الجوية الهندية         | 26 يناير 1950 (إعادة التشغيل وتغيير الشارات) 15 أغسطس 1952 (دائم) |
|        | عميد جوي                   | القوات الجوية الهندية         | 12 ديسمبر 1950 (بالإنابة) 1 أكتوبر 1955 (دائم)                    |
|        | نائب قائد جوي              | القوات الجوية الهندية         | 1 مايو 1958 (بالإنابة) 16 يونيو 1960 (دائم)                       |
|        | مشير جوي (CAS)             | القوات الجوية الهندية         | 1 أغسطس 1964 (بالإنابة) 1 ديسمبر 1964 (دائم)                      |
|        | قائد القوات الجوية (CAS)   | القوات الجوية الهندية         | 15 يناير 1966                                                     |
|        | مشير القوات الجوية الهندية | القوات الجوية الهندية         | 26 يناير 2002                                                     |

- المصدر:[67][58][16]

## الملاحظات
1. ↑  مثّل الضباط العسكريين في الولايات المتحدة (ضباط الجيش الأمريكي والبحرية الأمريكية)، فإن الضباط العسكريين الهنود من رتبة خمس نجوم يحملون رتبهم مدى الحياة، ويُعتبرون في الخدمة حتى وفاتهم.
2. ↑  يحمل الضباط العسكريون الهنود من رتبة خمس نجوم رتبهم مدى الحياة، ويُعتبرون في الخدمة حتى وفاتهم.

### الاستشهادات
1. ↑   http://english.manoramaonline.com/news/nation/2017/09/16/arjan-singh--an-epitome-of-military-leadership.html. {{استشهاد ويب}}: |url= بحاجة لعنوان (مساعدة) والوسيط |title= غير موجود أو فارغ (من ويكي بيانات) (مساعدة)
2. ↑  "IAF pays tribute to Marshal of Indian Air Force Arjan Singh on 101st birth anniversary". DNA India. 15 أبريل 2020. مؤرشف من الأصل في 2022-05-25.
3. ↑  "When Arjan Singh sold off his farm for IAF personnel". The Tribune. 17 سبتمبر 2017. مؤرشف من الأصل في 2017-09-17. اطلع عليه بتاريخ 2018-12-07.
4. 1 2 3  "Timeline of the life of IAF Marshal Arjan Singh". The Indian Express. 16 سبتمبر 2017. مؤرشف من الأصل في 2017-09-16. اطلع عليه بتاريخ 2017-09-16.
5. 1 2  "Air Marshal Arjan Singh dies at 98". The Statesmen. 16 سبتمبر 2017. مؤرشف من الأصل في 2017-09-16. اطلع عليه بتاريخ 2017-09-16.
6. ↑  DelhiSeptember 18, Prabhash K. Dutta New; September 18, Prabhash K. Dutta New; Ist, Prabhash K. Dutta New. "Air Force Marshal Arjan Singh was actor Mandira Bedi's uncle and a fourth generation soldier". India Today (بالإنجليزية). Archived from the original on 2025-01-04.{{استشهاد ويب}}:  صيانة الاستشهاد: أسماء عددية: قائمة المؤلفين (link)
7. ↑  Chowdhry, Mohindra S. (2018). "7. Sikhs in the Second World War". Defence of Europe by Sikh Soldiers in the World Wars (بالإنجليزية). Leicestershire: Troubador Publishing Ltd. pp. 374–375. ISBN:978-1788037-983.
8. 1 2  "New Chief of Air Staff" (PDF). pibarchive.nic.in. 13 مايو 1964.
9. ↑  Force, Indian Air (12 Apr 2019). "#ArjanSingh100 – MIAF Arjan Singh has been a sports achiever. As an ace swimmer, he held an all-India record in freestyle swimming in one mile and half mile events. He was the vice-captain of swimming, athletics and hockey teams during his training at RAF College Cranwell.pic.twitter.com/wUIX1WkJH9". @IAF_MCC (بالإنجليزية). Archived from the original on 2021-03-08.
10. 1 2  Sapru 2014.
11. ↑  "Arjan Singh The man who was our Marshal". tribuneindia.com. مؤرشف من الأصل في 2025-01-04.
12. ↑  "A GLORIOUS ERA COMES TO AN END: THE MARSHAL OF THE INDIAN AIR FORCE ARJAN SINGH A LEGEND BREATHES HIS LAST AT ARMY HOSPITAL (R&R), NEW DELHI". pib.gov.in. مؤرشف من الأصل في 2025-05-02.
13. 1 2 3  "Arjan Singh, Indian Air Force Marshall and War Hero, Dies at 98". Loksatta. 16 سبتمبر 2017. مؤرشف من الأصل في 2017-10-06. اطلع عليه بتاريخ 2017-09-16.
14. ↑  Service, Tribune News. "Arjan Singh The man who was our Marshal". Tribuneindia News Service (بالإنجليزية). Archived from the original on 2025-01-04.
15. ↑  "No. 36542". The London Gazette (Supplement). 30 مايو 1944. ص. 2534.
16. 1 2 3 4  "Arjan Singh: an epitome of military leadership". Manorma Online. مؤرشف من الأصل في 2017-09-16. اطلع عليه بتاريخ 2017-09-16.
17. ↑  "Both of us were part of first flypast over Red Fort on August 15, 1947: Air Marshal Randhir Singh reminisces about Arjan Singh". The Indian Express. 17 سبتمبر 2017. مؤرشف من الأصل في 2017-09-16. اطلع عليه بتاريخ 2017-09-17.
18. ↑  "Two Air Commodores Become Air Vice-Marshals" (PDF). pibarchive.nic.in. 23 مايو 1958.
19. ↑  "ARJAN SINGH'S NEW APPOINTMENT" (PDF). archive.pib.gov.in. مؤرشف من الأصل (PDF) في 2023-03-28. اطلع عليه بتاريخ 2022-11-29.
20. 1 2  "WESTERN AIR COMMAND | Indian Air Force | Government of India". indianairforce.nic.in. مؤرشف من الأصل في 2021-08-05.
21. ↑  "IAF Station New Delhi celebrates its 6th anniversary" (PDF). pibarchive.nic.in. 15 سبتمبر 1953.
22. ↑  "Two Air Commodores Become Air Vice-Marshals" (PDF). pibarchive.nic.in. 23 مايو 1958.
23. ↑  "MILESTONES | Indian Air Force | Government of India". indianairforce.nic.in.
24. ↑  "New Air Chief" (PDF). pibarchive.nic.in. 13 مايو 1964.
25. ↑  "New Air Chief calls on prime Minister" (PDF). pibarchive.nic.in. 31 يوليو 1964.
26. 1 2 3  "Arjan Singh, Marshal of Indian Air Force, passes away". The Times of India. 16 سبتمبر 2017. مؤرشف من الأصل في 2017-09-17. اطلع عليه بتاريخ 2017-09-16.
27. ↑  Subramaniam 2016، صفحة 332.
28. ↑  "GALLANTRY AWARDS TO DEFENCE PERSONNEL" (PDF). pibarchive.nic.in. 22 نوفمبر 1965.
29. ↑  "Arjan Singh, Marshal of Indian Air Force, Dies at 98". NDTV. 16 سبتمبر 2017. مؤرشف من الأصل في 2017-09-16. اطلع عليه بتاريخ 2017-09-16.
30. ↑  "HIGHER RANK FOR AIR CHIEF" (PDF). pibarchive.nic.in. 20 يناير 1966.
31. ↑  "AIR CHIEF MARSHAL ARJAN SINGH TO TAKE SALUTE AT THE ROYAL AIR FORCE COLLEGE, CRANWELL" (PDF). pibarchive.nic.in. 15 مايو 1967.
32. 1 2  "Arjan Singh, Marshal of the Indian Air Force and key figure in 1965 Pak war, dies at 98". Hindustan Times. 16 سبتمبر 2017. مؤرشف من الأصل في 2017-09-16. اطلع عليه بتاريخ 2017-09-16.
33. ↑  "Air Chief Marshal Arjan Singh presented his credential" (PDF). pibarchive.nic.in. 3 أبريل 1971.
34. ↑  "Arjan Singh Envoy to Kenya" (PDF). pibarchive.nic.in. 14 مارس 1974.
35. ↑  "PIB". pibarchive.nic.in. 25 يناير 2002. مؤرشف من الأصل في 2020-07-02.
36. ↑  "PRESS COMMUNIQUE" (PDF). pibarchive.nic.in. 12 ديسمبر 1989.
37. ↑  "Press Communique" (PDF). pibarchive.nic.in. 14 ديسمبر 1990.
38. ↑  "Official Statement for M.P. Tarlochan Singh".
39. ↑  "INDIA'S FIRST MARSHAL OF THE AIR FORCE". pibarchive.nic.in. 25 يناير 2002. مؤرشف من الأصل في 2020-07-02.
40. ↑  "World War II, 1965 India-Pakistan War: A look at Arjan Singh's distinguished career". Hindustan Times (بالإنجليزية). 16 Sep 2017. Archived from the original on 2025-01-04.
41. 1 2 3  Singh 2002.
42. 1 2  "Mandira Bedi remembers uncle Arjan Singh: Even at 98, he used to play golf twice a week". The Hindustan Times. 17 سبتمبر 2017. مؤرشف من الأصل في 2017-09-17. اطلع عليه بتاريخ 2017-09-17.
43. ↑  "The last journey of former President Dr APJ Abdul Kalam - Dr Abdul Kalam's funeral". The Economic Times. مؤرشف من الأصل في 2025-01-04.
44. ↑  "Arjan Singh, Marshal of the Indian Air Force, critically ill, PM Modi visits him at Army R&R hospital". The Indian Express. 16 سبتمبر 2017. مؤرشف من الأصل في 2017-09-16. اطلع عليه بتاريخ 2017-09-16.
45. ↑  "State funeral for Arjan Singh; flag to fly at half mast in Delhi". The Hindu. 17 سبتمبر 2017. مؤرشف من الأصل في 2017-10-08. اطلع عليه بتاريخ 2017-09-17.
46. ↑  "Marshal Arjan Singh cremated with military honours". The Hindu. 18 سبتمبر 2017. مؤرشف من الأصل في 2017-10-03. اطلع عليه بتاريخ 2017-09-19.
47. ↑  "National Flag will fly half-mast tomorrow in Delhi". pib.gov.in. مؤرشف من الأصل في 2025-01-04.
48. ↑  "Arjan Singh Padma Vibhushan, DFC CAS | Indian Air Force | Government of India". indianairforce.nic.in. مؤرشف من الأصل في 2021-08-25.
49. ↑  "Marshal of The Air Force | Indian Air Force | Government of India". indianairforce.nic.in. مؤرشف من الأصل في 2021-07-31.
50. ↑  "Marshal Arjan Singh Memorial All India Hockey Tournament". pib.gov.in. مؤرشف من الأصل في 2025-01-04.
51. ↑  "Marshal Arjan Singh memorial All India Hockey Tournament held at Chandigarh from May 7–12". uniindia.com. مؤرشف من الأصل في 2025-01-12.
52. ↑  "2nd Marshal Arjan Singh Memorial International Hockey Tournament 2019 Kicks off at Chandigarh". pib.gov.in. مؤرشف من الأصل في 2025-01-04.
53. ↑  "IAF Celebrates Birth Centenary of Late Marshal of the Indian Air Force Arjan Singh DFC". pib.gov.in. مؤرشف من الأصل في 2025-01-04.
54. ↑  "IAF AND USI CONDUCT THE FIRST MARSHAL OF AIR FORCE ARJAN SINGH ANNUAL LECTURE". pib.gov.in. مؤرشف من الأصل في 2025-01-04. اطلع عليه بتاريخ 2023-12-28.
55. 1 2  Sen, Sudhi Ranjan (15 أبريل 2016). "India's Oldest Serving Soldier, Marshal of Air Force, Gets Rare Honour". NDTV. مؤرشف من الأصل في 2016-04-15. اطلع عليه بتاريخ 2016-04-15. To honour India's oldest serving soldier, Marshal of the Air Force Arjan Singh – who turned 97 on Thursday...
56. 1 2  "Bengal air base named after Arjan Singh". The Tribune. 15 أبريل 2016. مؤرشف من الأصل في 2016-04-18. اطلع عليه بتاريخ 2016-04-15.
57. ↑  "Panagarh airbase to be renamed after Air Chief Marshal Arjan Singh". ANI News. مؤرشف من الأصل في 2016-04-17. اطلع عليه بتاريخ 2016-04-14.
58. 1 2  Pandey, Saurabh (15 أبريل 2017). "Meet Marshal Arjan Singh, Who Made IAF A Nightmare for the Enemies And Guardian of Our Skies". Storypick. مؤرشف من الأصل في 2017-09-16. اطلع عليه بتاريخ 2017-09-16.
59. ↑  The Air Force List: October 1940. HM Stationery Office. 1940. ص. 702.
60. ↑  "Service Record for Marshal of the Air Force Arjan Singh 1577 GD(P) at Bharat Rakshak.com". Bharat Rakshak (بالإنجليزية البريطانية). Archived from the original on 2024-04-18.
61. 1 2 3 4 5 6 7  "Marshal of the Air Force Arjan Singh". Bharat Rakshak. مؤرشف من الأصل في 2024-04-18. اطلع عليه بتاريخ 2018-03-06.
62. ↑  "New Designs of Crests and Badges in the Services" (PDF). Press Information Bureau of India – Archive. مؤرشف من الأصل (PDF) في 2020-07-11.
63. ↑  "Senior Air promotions in IAF" (PDF). pibarchive.nic.in. 23 مايو 1958.
64. ↑  "New Air Chief calls on prime Minister" (PDF). pibarchive.nic.in. 31 يوليو 1964.
65. ↑  "Only Marshal of IAF, hero of 1965, Arjan Singh shaped the force". The Indian Express. 17 سبتمبر 2017. مؤرشف من الأصل في 2017-09-17. اطلع عليه بتاريخ 2017-09-17.
66. ↑  "Latest Releases". pibarchive.nic.in. 25 يناير 2002.
67. ↑  "President Pranab Mukherjee honours Arjan Singh, others on golden jubilee of 1965 war triumph". India.com. 22 سبتمبر 2015. مؤرشف من الأصل في 2017-09-16. اطلع عليه بتاريخ 2017-09-16.

## وصلات خارجية
- مشير القوات الجوية أرجان سينغ – الموقع الرسمي للقوات الجوية الهندية
- مشير القوات الجوية أرجون سينغ
- كتاب عن أرجون سينغ: قائد القوات الجوية الهندية (غلاف مقوى)
- مراجعة كتاب عن أرجون سينغ: قائد القوات الجوية الهندية
- مقال عن مشير القوات الجوية الهندية أرجان سينغ

| مناصب عسكرية                                   | مناصب عسكرية                                                 | مناصب عسكرية                       |
| ---------------------------------------------- | ------------------------------------------------------------ | ---------------------------------- |
| سبقه سوريندرا ناث غويال                        | قائد وحدة السرب رقم 1 في القوات الجوية الهندية 1943–1944     | تبعه راماسوامي راجارام             |
| سبقه ميهر سينغ (ضابط في القوات الجوية الهندية) | قائد المحطة، محطة كوهات لسلاح الجو الملكي 1947–1947          | تقسيم الهند                        |
| سبقه أسباي إنجنير                              | ضابط جوي قائد القيادة العملياتية 1950–1952                   | تبعه أتاما رام ناندا               |
| سبقه أتاما رام ناندا                           | القائد العام للقيادة العملياتية 1955–1959                    | تبعه إرليك بينتو                   |
| سبقه ديوان أتاما رام ناندا                     | نائب رئيس أركان القوات الجوية (الهند) 1963–1963              | تبعه راماسوامي راجارام             |
| سبقه أسباي إنجنير                              | نائب رئيس أركان القوات الجوية (الهند) 1963–1964              | تبعه براتاب تشاندرا لال            |
| سبقه أسباي إنجنير                              | رئيس أركان القوات الجوية (الهند) 1964–1969                   | تبعه براتاب تشاندرا لال            |
| سبقه الجنرال جاينتو ناث تشودري                 | رئيس لجنة رؤساء الأركان 1966–1969                            | تبعه الأدميرال أدار كومار تشاتيرجي |
| المناصب الدبلوماسية                            |                                                              |                                    |
| سبقه إم. أيه. حسين                             | سفير الهند لدى سويسرا، والكرسي الرسولي وليختنشتاين 1971–1974 | تبعه أفتار سينغ                    |
| سبقه ك. سي. ناير                               | المفوض السامي للهند لدى كينيا 1974–1977                      | تبعه أيه. إن. دي. هاكسار           |
| المناصب السياسية                               |                                                              |                                    |
| سبقه روميش بهانداري                            | نائب حاكم دلهي 1989–1990                                     | تبعه ماركاندي سينغ                 |